# Peste antonina

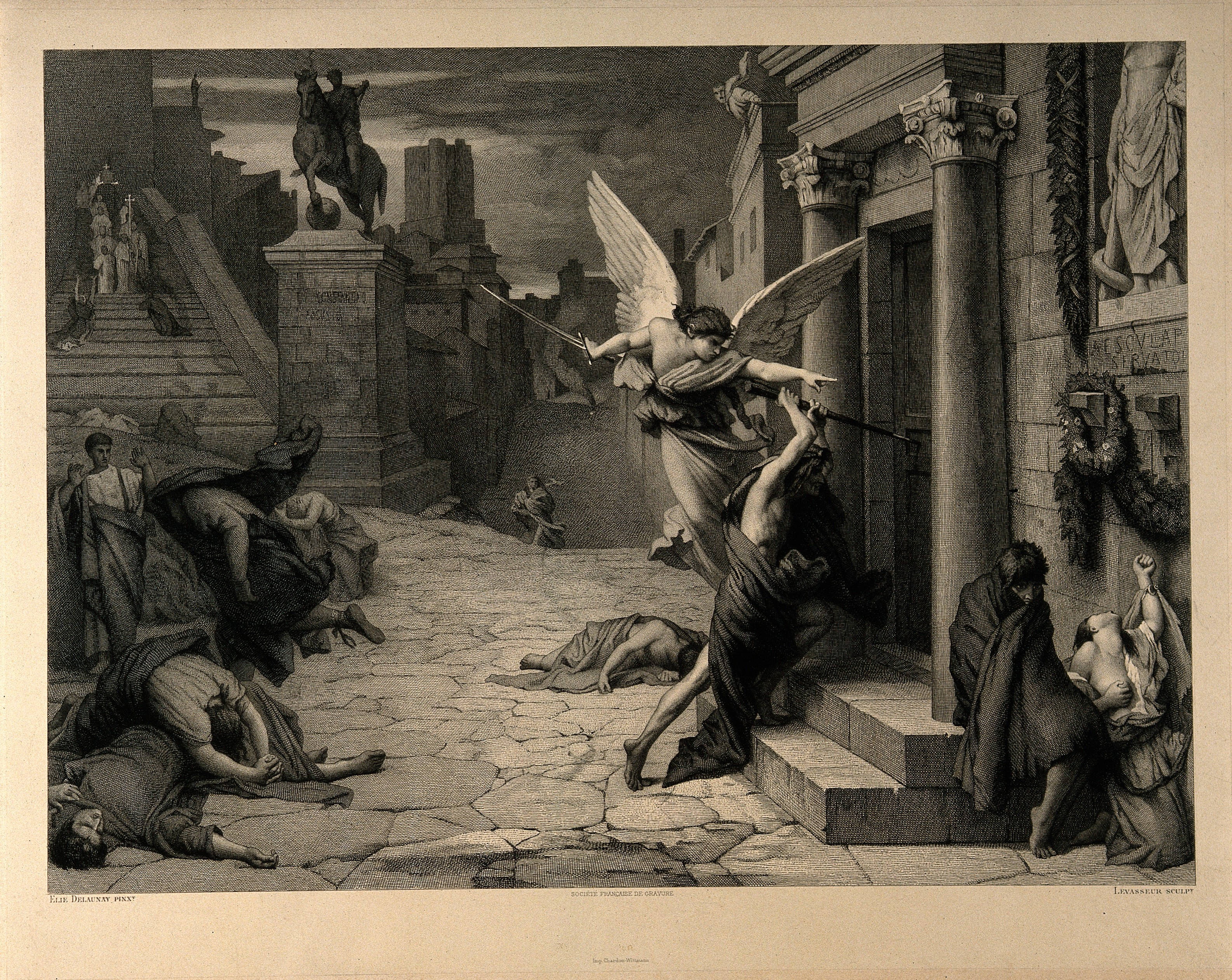
"O anjo da morte indo até a porta de Roma", por Jules-Élie Delaunay.

A peste antonina ou peste dos Antoninos foi uma epidemia que iniciou-se no ano 165, atingindo Roma em 166. Perdurou até 180, afetando todo o mundo Romano e além. Seu nome deriva da família que governava a região na época. Esta epidemia tinha como sintomas febre, erupções cutâneas e diarreia, de acordo com Cláudio Galeno. Esta doença pode ter causado a morte dos imperadores Lúcio Vero e Marco Aurélio, nos anos de 169 e 180.
De acordo com o historiador romano Dião Cássio, no auge, a praga matava mais de 2000 pessoas por dia na cidade de Roma, com uma taxa de mortalidade de 25% dentre os adoecidos. Estudos modernos estimam o total de mortos em mais de 5 milhões de pessoas, com algumas cidades perdendo até um-terço de suas populações. Em particular, o exército romano foi bem enfraquecido pela peste, com milhares de soldados adoecendo e morrendo, especialmente no leste.
Fontes antigas concordam que a epidemia apareceu primeiramente durante o cerco romano a cidade de Selêucia, durante o inverno de 165–166. Amiano Marcelino reportou que a peste rapidamente se espalhou para a Gália Romana e entre as legiões ao longo do rio Reno. Eutrópio afirmou que a praga se alastrou por todo o Império.
O historiador australiano Rafe de Crespigny especula que a praga pode ter se originado na China, durante a Dinastia Han, antes do ano 166 da era Cristã, segundo relatos feitos em registros chineses históricos. A peste afetou profundamente a cultura e literatura romanas, e pode ter afetado as relações indo-romanas no Oceano Índico.